# Dering Harbor
Dering Harbor és una població dels Estats Units a l'estat de Nova York. Segons el cens del 2000 tenia 13 habitants.

## Demografia
Segons el cens del 2000, Dering Harbor tenia 13 habitants, 6 habitatges, i 3 famílies. La densitat de població era de 20,9 habitants/km².
Dels 6 habitatges en un 16,7% hi vivien nens de menys de 18 anys, en un 50% hi vivien parelles casades, en un 0% dones solteres, i en un 50% no eren unitats familiars. En el 33,3% dels habitatges hi vivien persones soles el 16,7% de les quals corresponia a persones de 65 anys o més que vivien soles. El nombre mitjà de persones vivint en cada habitatge era de 2,17 i el nombre mitjà de persones que vivien en cada família era de 3.
Per edats la població es repartia de la següent manera: un 15,4% tenia menys de 18 anys, un 23,1% entre 18 i 24, un 7,7% entre 25 i 44, un 30,8% de 45 a 60 i un 23,1% 65 anys o més.
L'edat mediana era de 46 anys. Per cada 100 dones de 18 o més anys hi havia 120 homes.
La renda mediana per habitatge era de 33.750 $ i la renda mediana per família de 98.750 $. Els homes tenien una renda mediana de 36.250 $ mentre que les dones 0 $. La renda per capita de la població era de 43.185 $. Cap de les famílies estaven per davall del llindar de pobresa.